# Karol Szymanowski
Karol Maciej Szymanowski, poljski skladatelj in pianist, * 6. oktober 1882, Tymoszówka (današnja Ukrajina) † 29. marec 1937, Lausanne (Švica).
Glasbo je najprej študiral pri svojem očetu, med letoma 1892 in 1901 se je izobraževal na glasbeni šoli Gustava Neuhausa v Elizabetgradu, nato pa še na Državnem konservatoriju v Varšavi. Na tej ustanovi je bil kasneje ravnatelj, od leta (1926 do upokojitve, leta 1930). Glasbeno tržišče je bil na poljskem v tistem času majhno, zato je Szymanowski prepotoval države Evrope, severno Afriko, bližnji vzhod in ZDA.
Plod teh potovanj niso bile le njegove skladbe, ampak tudi njegova pederastična poezija in njegov roman Efebos, katerega deli so bili uničeni v požaru leta 1939, kljub temu pa se je ohranilo osrednje poglavje, ki ga je prevedel v ruščino in ga leta 1919 podaril svojemu 15-letnemu ljubimcu Borisu Kochnu.
Na njegovo glasbeno ustvarjanje so vplivali Richard Strauss, Max Reger, Aleksander Skrjabin in impresionizem Clauda Debussyja in Mauricea Ravela. Prav tako se je zgledoval po rojaku Frédéricu Chopinu in iskal korenine v poljski ljudski glasbi. Napisal je vrsto mazurk (mazurka je poljski ljudski ples) za klavir, med njegova najbolj znana dela pa štejejo 4 simfonije in 2 violinska koncerta. Med vidnejša scenska dela štejemo balet Harnasie in 2 operi (»Hagith« in »Król Roger«). 
Szymanowski je umrl za posledicami tuberkuloze v lausannskem zdravilišču.